# Округ Кингсбери (Јужна Дакота)
Кингсбери (енгл. Kingsbury County) је округ у америчкој савезној држави Јужна Дакота.

## Демографија
По попису из 2010. године број становника је 5.148, што је 667 (-11,5%) становника мање него 2000. године.
| Група             | 2000.         | 2010.         |
| Белци             | 5.703 (98,1%) | 4.987 (96,9%) |
| Афроамериканци    | 3 (0,1%)      | 7 (0,1%)      |
| Азијати           | 17 (0,3%)     | 14 (0,3%)     |
| Хиспаноамериканци | 40 (0,7%)     | 72 (1,4%)     |
| Укупно            | 5.815         | 5.148         |